# Louis-André Navarre
Louis-André Navarre (* 3. Februar 1836 in Auxerre, Frankreich; † 16. Januar 1912) war ein französischer Geistlicher.

## Karriere
Navarre wurde am 26. Mai 1872 zum Priester für die Herz-Jesu-Missionare geweiht.
Papst Leo XIII. ernannte ihn am 17. Mai 1887 zum Titularbischof von Pentacomia und Apostolischen Vikar von Melanesien im Pazifischen Ozean. Jean-Joseph Marchal, Erzbischof von Bourges, weihte ihn am 30. November 1887 zum Bischof. Mitkonsekratoren waren Pierre-Hector Coullié, Bischof von Orléans, und Charles-Honoré Laborde, Bischof von Blois. Am 17. August 1888 ernannte der Papst ihn zum Titularerzbischof von Cyrrhus. Ab 10. Mai 1889 wurde das Apostolische Vikariat Neuguinea abgetrennt und Navarre wurde zum ersten Vikar ernannt. Das restliche Gebiet wurde dem Apostolischen Vikariat New Britain zugeordnet. Um den Januar 1908 trat er als Apostolischer Vikar zurück.